# Hopprep

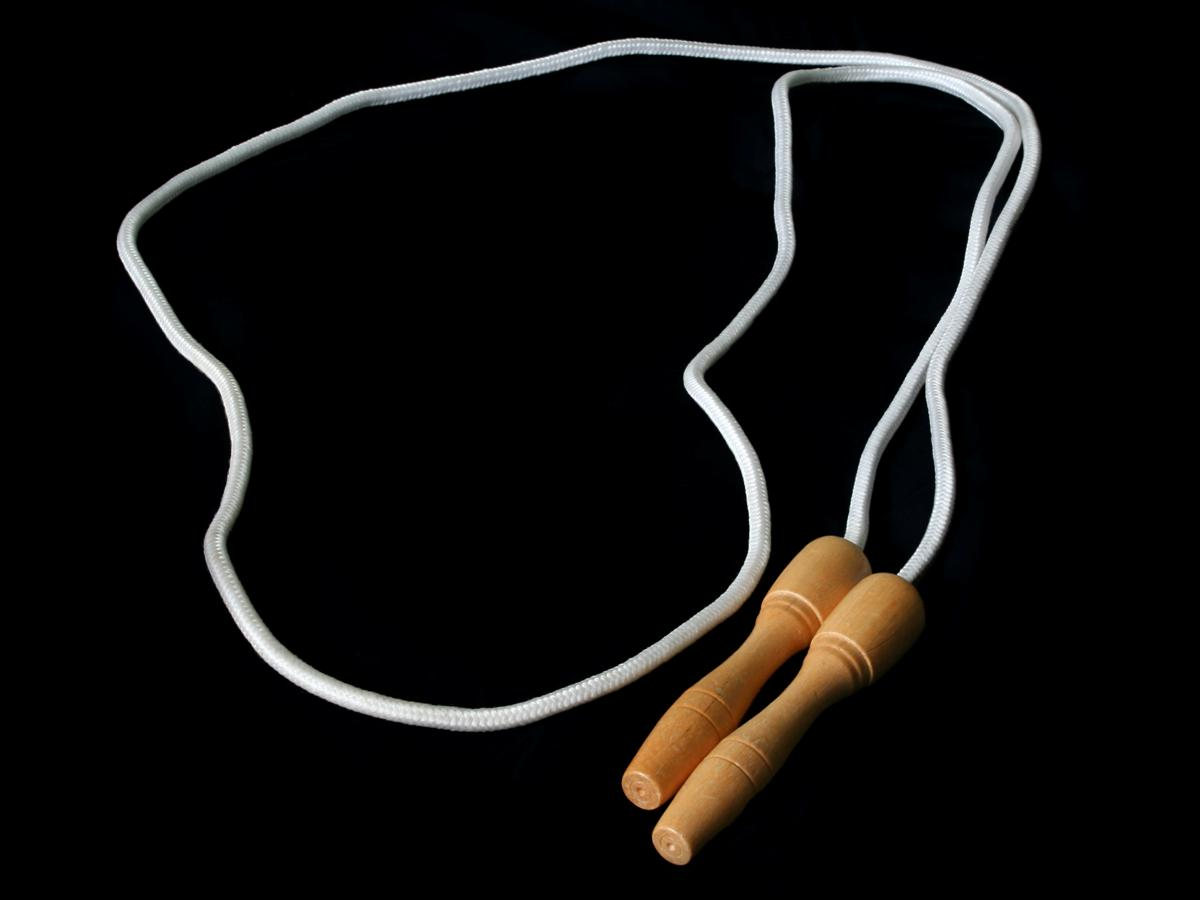
Ett hopprep.

Hopprep är ett redskap som används i lek-, tränings- eller tävlingssammanhang.

## Historia
I Europa började pojkar hoppa hopprep i början av 1600-talet. Aktiviteten ansågs då vara olämplig för flickor, eftersom de skulle visa sina vrister. Flickor började hoppa rep under 1700-talet, de började även sjunga ramsor och sånger till. I USA började flickor hoppa mer hopprep när deras familjer flyttade in till städerna i slutet av 1800-talet. Där fanns trottoarer och andra släta ytor som underlättade lekarna, samt fler jämnåriga.

## Hopprepstekniker

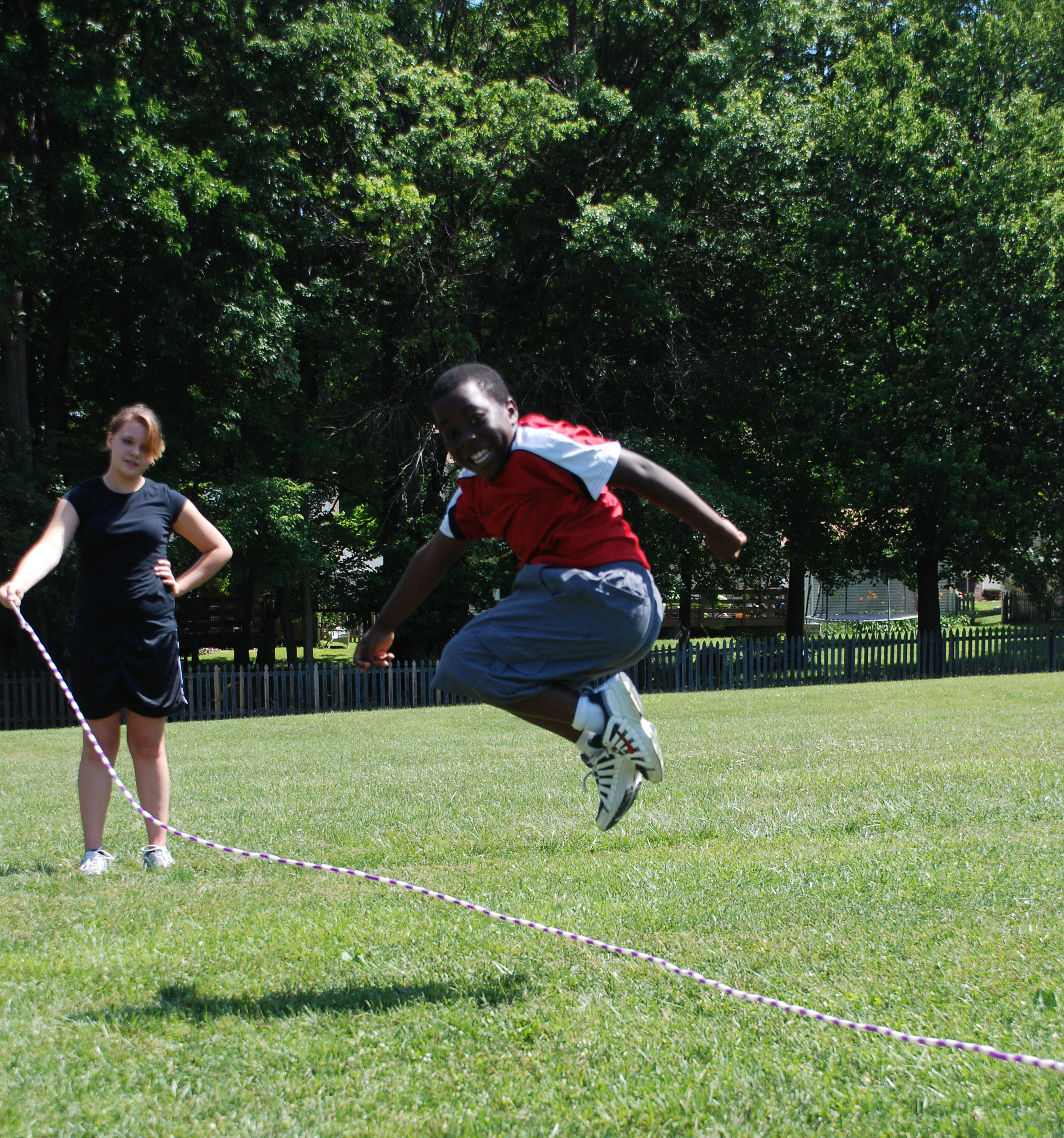
Långhopprep.

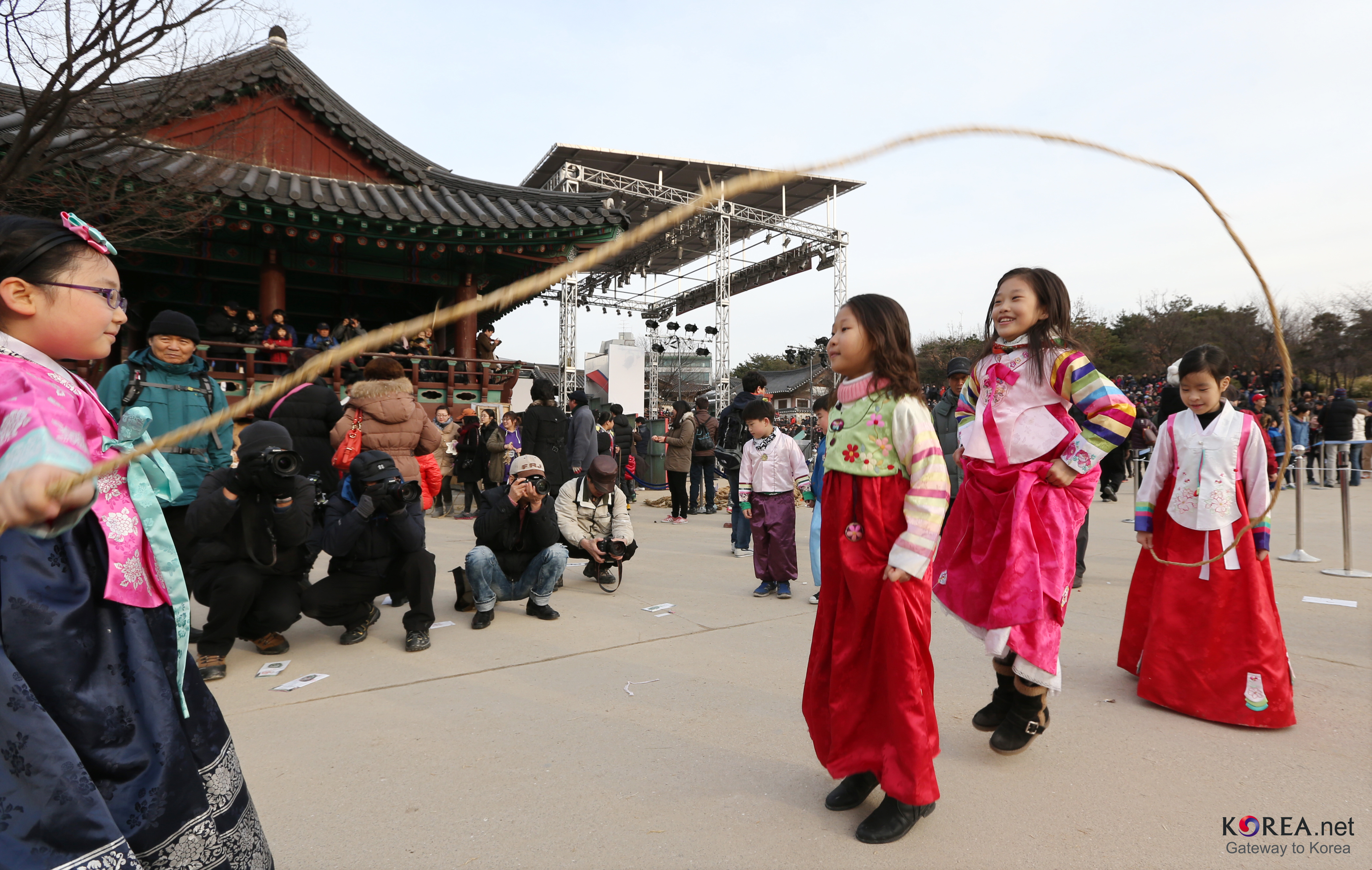
Långhopprep vid helgdagsfirande i Sydkorea.

Enkelrep: Repet vevas under en hopparens fötter och över personens huvud. Armar och ben koordineras på olika sätt för att utföra olika trick. Personen kan som exempel låta repet gå en gång under fötterna, enkelhopp, eller två gånger, dubbelsnurr, eller tre gånger, trippelsnur.
Dubbelrep / Double Dutch: Två längre rep används av flera personer som vevar repet åt den hoppande. Både slagarna och hopparen kan göra olika trick med repet. slagarna kan exempelvis slå repet i olika takter och hastigheter, vända sig om och själva hoppa över repen. Hopparen måste anpassa sina hopp efter repens takt och slagarna efter hopparen. Hopparen kan göra olika trick i repet, exempelvis volter, hoppa på händerna etc.
Chinese Wheel: Två eller fler personer använder sig av tyngre rep eller helt vanliga enkelrep. Hopparna ställer sig på rad och fördelar repen mellan sig så att hopparna håller i varandras handtag. När repen är igång kan hopparna göra olika trick i repen. Det svåra ligger i att man hoppar en takt, och slår en annan.

## Träning och tävling
Vuxna hoppar vanligtvis hopprep själva, som en del av sin träning, till exempel uppvärmning inför ett styrketräningspass. Att hoppa hopprep är konditionsträning och ger även benstyrka och tränar upp koordinationen.

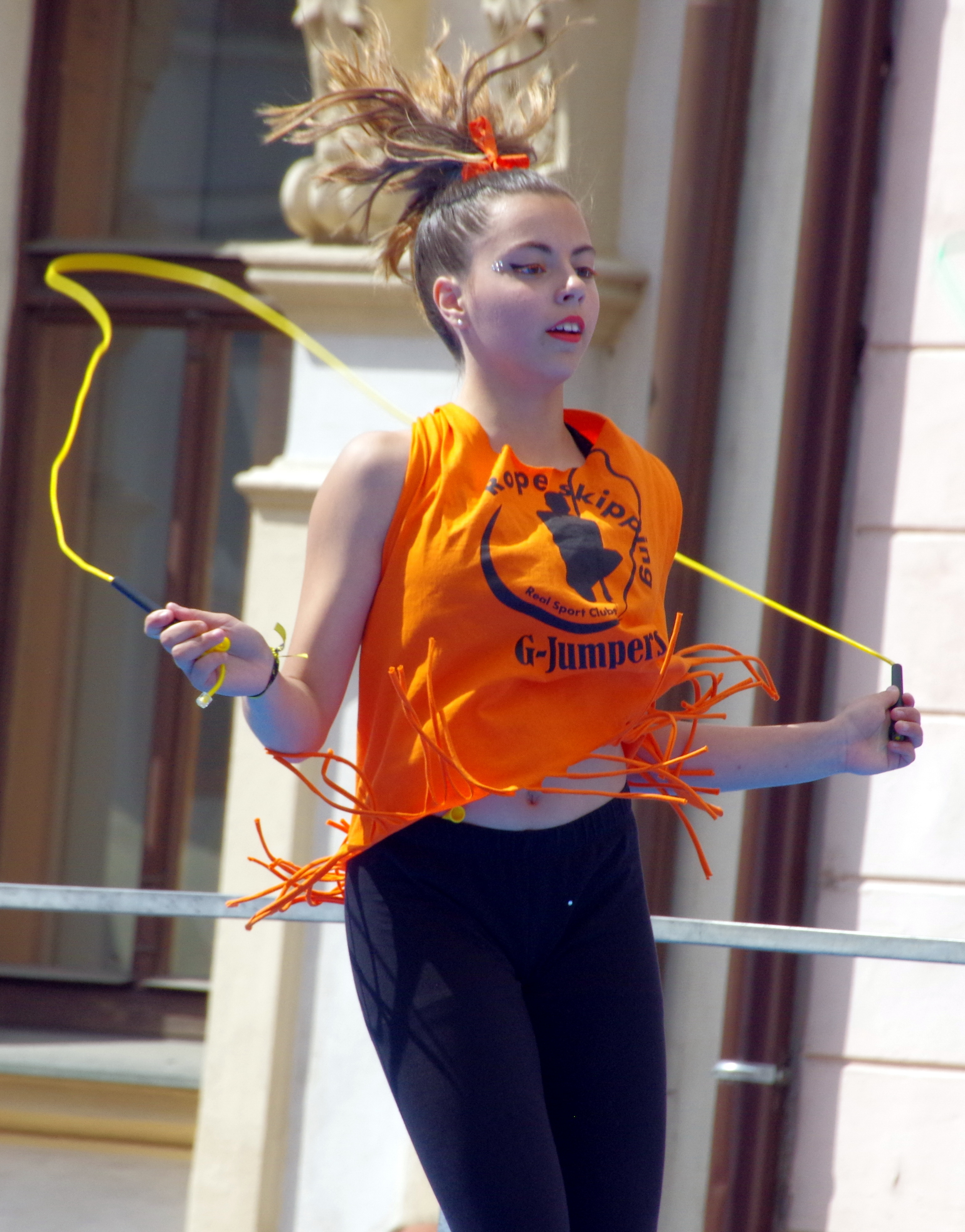
Hopprep i gymnastik.

Sedan slutet av 1980-talet har man kunnat tävla i hopprep i Sverige. Det är nu en sport under Svenska Gymnastikförbundet och har officiella Sverige- , Europa- och Världsmästerskap. När man tävlar i enkelrep hoppar man så många hopp (av varianten springsteg då man hoppar vartannat hopp på varannan fot) man kan på 30 sekunder, 2 min och så många dubbelsnurrar (repet går två varv i ett hopp) på 20 sekunder. Dubbelsnurrar görs inte på högre nivå (SM, EM, VM) utan där görs istället tripplar, så många man klarar innan man missar. Man gör också ett eget program som man visar upp för domare. Detta görs även i lag på samma sätt, fast då med springsteg 4x30 sekunder (varje hoppare hoppar 30 sekunder var) 2x2 minuter och dubbelsnurrar 4x20 sekunder och en serie som laget gör samtidigt (varken dubbelsnurrar eller trippelsnurrar tävlas med i lag på högre nivå (SM, EM, VM). Lagtävling kan även göras med dubbelrep.
I nybörjartävlingen som heter Vikingahoppet så tävlar man individuellt eller i lag. Individuellt så tävlar man i 30 sek springsteg, 30 sek dubbelsnurrar, 2 min springsteg och ett program. Den tävlingen delas in i åldersklasser (yngre&äldre) beroende på ålder. I lag tävlar man i 4x30 sek springsteg enkelrep, 4x30 sek dubbelsnirrar enkelrep, 2x45 sek springsteg dubbelrep och utmaningen som går ut på att göra 60 hopp per person under en så kort tid som möjligt. Sedan tävlar man i en freestyle i dubbelrep och en i enkelrep. 
När man kommer upp en nivå är det Rikshoppet sexan, och individuellt tävlar du i 30 sek springsteg, 3 min springsteg och ett program. I lag är det 4 x 30 sek snabbhet, springsteg enkelrep • 2 x 30 sek snabbhet, dubbelsnurrar enkelrep • 4 x 45 sek snabbhet, springsteg dubbelrep • 60 sek snabbhet, springsteg dubbelrep • Freestyle 1min 15 sek, 4 personer enkelrep • Freestyle 1 min 15 sek, 4 personer dubbelrep. 
Sedan är det Rikshoppet åttan och individuellt ingår följande 30 sek snabbhet • 3 minuter snabbhet • Freestyle 1 min 15 sek samt tripplar. I lag ingår 4 x30 sek snabbhet, springsteg enkelrep • 4 x 30 sek snabbhet, dubbelsnurrar enkelrep • 4 x 30 sek snabbhet, springsteg dubbelrep • 60 sek snabbhet, springsteg dubbelrep • Freestyle 1 min 15 sek, 2 personer enkelrep, • Freestyle 1min 15 sek, 4 personer enkelrep • Freestyle 1 min 15 sek 3 personer dubbelrep, • Freestyle 1 min 15 sek, 4 personer dubbelrep
I SM och JSM är det samma som i Rikshoppet åttan.
Senaste internationella mästerskapen i hopprep:
- VM i USA 2012
- EM i Danmark 2013
- VM i Hongkong 2014
- EM i Tyskland 2015
- VM i Sverige 2016
- EM i Portugal 2017
- VM i Kina 2018
- VM i Norge 2019
- EM i Slovakien 2022
- VM i USA 2023